# Pôquer fechado
O pôquer fechado (chamado de 5-card draw em sites não lusófonos) é uma modalidade de pôquer. É considerada a modalidade mais simples, e é jogada principalmente por jogadores casuais, sendo mais rara em competições e em cassinos.

## Regras
O pôquer fechado é jogado com blinds, com o jogador imediatamente à esquerda do dealer pagando o blind pequeno, e o próximo jogador à esquerda pagando o blind grande. Então a mão começa com os jogadores recebendo cinco cartas fechadas. Ocorre então a primeira rodada de apostas. Após as apostas, os jogadores tem o direito de trocar até 4 cartas de sua mão, podendo também manter todas as cartas. Após as trocas ocorre a última rodada de apostas. Os jogadores remanescentes então mostram suas cartas (se necessário) e a mão mais alta leva o pote.